# 掌裂兰
掌裂兰（学名：Dactylorhiza hatagirea）也称宽叶红门兰，为兰科掌裂兰属下的一个种。